# Sarcophaga turkanella
Sarcophaga turkanella är en tvåvingeart som beskrevs av Andy Z. Lehrer 2005. Sarcophaga turkanella ingår i släktet Sarcophaga och familjen köttflugor.
Artens utbredningsområde är Kenya. Inga underarter finns listade i Catalogue of Life.